# Holger Meyer-Ricks
Holger Meyer-Ricks (* 20. Juli 1945 in Hameln) ist ein deutscher Politiker (CDU). Er war von 1970 bis 1974 Abgeordneter im Landtag von Niedersachsen.
Meyer-Ricks besuchte das Gymnasium in Bad Nenndorf. Er besuchte die Städtischen Handelslehranstalten in Hameln und machte sein Abitur am Wirtschaftsgymnasium Hameln. Schon in der Schule war er politisch aktiv. So war er Vorsitzender des Politischen Arbeitskreises Niedersachsen der Gymnasien. Nach dem Abitur absolvierte er ein Studium der Rechts- und Staatswissenschaften an der Universität Bonn. Ab Januar 1970 war er dort als Wissenschaftlicher Assistent beschäftigt. Er trat der CDU und der Jungen Union bei und wurde Landesschatzmeister der Jungen Union Niedersachsen und Stellvertretender Kreisvorsitzender der CDU Hameln. Er war Mitglied des Niedersächsischen Landtages in seiner 7. Wahlperiode und gehörte dem Landtag vom 21. Juni 1970 bis zum 20. Juni 1974 an. Ab März 1974 gehörte er dem Landtag nur noch als fraktionsloser Abgeordneter an.